# Sky (cantora)
SKY, nome artístico de Sónia Martins Batista, é uma cantora e compositora portuguesa.

## Biografia
Aos sete anos de idade, influenciada por sua família de músicos, Sky entrou para o conservatório, onde estudou formação musical, piano e violino durante cerca de oito anos.
Anos mais tarde trabalhou numa loja de discos, onde descobriu a música soul que resolveu explorar com mais profundidade. Em 2002, desconhecendo produtores que se assemelhassem ao que pretendia criar musicalmente, começou a produzir as suas próprias músicas conjugando beats com melodias criadas pela própria no piano. Compôs as primeiras três músicas para concorrer ao concurso "Alarga a tua vida", promovido na Internet. Chegou à final, decidida por Boss AC.
Daí em diante, motivada por amigos e MCs interessados em seus projetos, resolveu editar o seu primeiro álbum a solo, Insónia em 2006. O álbum foi escrito, produzido, gravado e masterizado pela própria. Em 2007, cede os direitos da música "Perigo" para a banda sonora do curta-metragem independente Meia Noite, gravado em Coimbra e produzido pelo realizador Dário Ribeiro. No mesmo ano, a sua música "Porcelana" é utilizado num vídeo publicitário da Caixa Geral de Depósitos. 
Tendo participado em várias mixtapes, compilações e álbuns de Mcs portugueses, Sky foi construindo nome no meio do hiphop e soul português.
Em 2010, O Quarto da Música, o seu segundo trabalho a solo, é editado. Produzido por Begh, Raez, Raze, Checkmate, Karabinieri e I.V.M., o álbum contou ainda com a participação de cinco convidados especiais: Dama Bete, Dino, Damani Van Dunem, Supremo G (Jimmy P) e Noura.
Sky criou igualmente em 2010 a sua banda The Diggin'Poets que a acompanha na tournée de apresentação do álbum "O Quarto da Música".

## Discografia

### Álbuns
- 2006 - Insónia
- 2010 - O Quarto da Música